# Vietnam's Next Top Model (mùa 3)
Vietnam's Next Top Model – Người mẫu Việt Nam 2012 là mùa thứ ba được sản xuất bởi Đài truyền hình Việt Nam và Multimedia JSC. Chương trình được phát sóng lúc 20h00 tối Chủ nhật hàng tuần (GMT+7) trên VTV3, bắt đầu từ ngày 19 tháng 8 năm 2012. Với sự đầu tư mạnh tay hơn hai mùa trước, Vietnam's Next Top Model 2012 hứa hẹn trở thành chương trình truyền hình thực tế ăn khách nhất trong năm. Khẩu hiệu trong mùa này là: QUYẾN RŨ - NỔI BẬT & CÁ TÍNH. 
Quán quân mùa ba là Mai Giang đến từ Hải Phòng.
Tính 3 FCO ở các tập 4, 12 và 14 cùng với lần gọi tên đầu tiên cho dáng đi đẹp nhất ở tập 2 và chiến thắng thử thách book show tập 14 tính trong toàn bộ chương trình. Cô cũng là người trúng nhiều show nhất trong tuần lễ thời trang New York Fashion Week 2012. Quán quân Mai Giang hiện đang giữ kỷ lục là người xuất sắc nhất của tất cả các mùa Vietnam's Next Top Model.
Cao Thị Thiên Trang tham gia mùa giải All-Stars và cô đạt ở vị trí Top 5.

## Tổng quan

### Vòng sơ tuyển
Để có thể đến với cuộc thi, các thí sinh phải cao hơn 1 m 68 (5'6"), tiêu chuẩn đề ra cao hơn so với mùa đầu tiên. Các thí sinh tham dự có độ tuổi từ 18-25 và phải là công đân Việt Nam, chưa từng có kinh nghiệm của một người mẫu hoặc không chịu sự quản lý của bất kì công ty người mẫu nào. Bộ tứ quyền lực của mùa thứ 2 tiếp tục quay trở lại.

### Giải thưởng
Quán quân của Vietnam's Next Top Model sẽ nhận được một hợp đồng quản lý người mẫu 2 năm với công ty quản lý người mẫu BeU model trị giá 1.000.000.000 ₫ (khoảng $ 50,000), sẽ được xuất hiện trên trang bìa của tạp chí Cosmopolitan cùng với cùng với 200.000.000 ₫ tiền mặt (~ $ 9600), thẻ Diamond Membership tại  California Fitness & Yoga Center (~ 14.400 $) cùng với khóa đào tạo ngắn hạn tại Tokyo được tài trợ bởi mỹ phẩm Shiseido cùng nhiều giải thưởng khác.

## Danh sách thí sinh vào nhà chung
(Tính theo tuổi khi còn trong cuộc thi)
| Họ và tên thí sinh   | Tuổi | Quê quán              | Chiều cao               | Bị loại | Hạng  | Ghi chú                                                                                 |
| -------------------- | ---- | --------------------- | ----------------------- | ------- | ----- | --------------------------------------------------------------------------------------- |
| Nguyễn Thị Châm      | 20   | Quảng Ninh            | 1,81 m (5 ft 11+1⁄2 in) | Tập 4   | 15    |                                                                                         |
| Nguyễn Thị Hằng      | 21   | Phú Thọ               | 1,73 m (5 ft 8 in)      | Tập 5   | 14    |                                                                                         |
| Lương Thị Kim Loan   | 23   | An Giang              | 1,71 m (5 ft 7+1⁄2 in)  | Tập 6   | 13    |                                                                                         |
| Cao Thị Hà           | 20   | Hà Nội                | 1,77 m (5 ft 9+1⁄2 in)  | Tập 7   | 12-11 |                                                                                         |
| Lê Thị Hằng          | 19   | Vĩnh Phúc             | 1,81 m (5 ft 11+1⁄2 in) | Tập 7   | 12-11 |                                                                                         |
| Lê Thanh Thảo        | 19   | Vĩnh Long             | 1,74 m (5 ft 8+1⁄2 in)  | Tập 8   | 10    |                                                                                         |
| Đỗ Thu Hà            | 20   | Hà Nội                | 1,75 m (5 ft 9 in)      | Tập 9   | 9     | Tham gia Chị đẹp đạp gió rẽ sóng Top 10 Miss Universe Vietnam 2024                      |
| Vũ Thị Minh Nguyệt   | 18   | Hà Nam                | 1,78 m (5 ft 10 in)     | Tập 10  | 8     | Minh Nguyệt hiện là vợ của Hoàng Minh Tùng - Top 12 mùa thứ 7                           |
| Nguyễn Thị Ngân      | 22   | Hà Nội                | 1,80 m (5 ft 11 in)     | Tập 14  | 7-4   |                                                                                         |
| Nguyễn Thị Nhã Trúc  | 23   | Long An               | 1,72 m (5 ft 7+1⁄2 in)  | Tập 14  | 7-4   | Thí sinh được yêu thích do khán giả bình chọn                                           |
| Dương Thị Thanh      | 22   | Thái Nguyên           | 1,77 m (5 ft 9+1⁄2 in)  | Tập 14  | 7-4   |                                                                                         |
| Nguyễn Thị Ngọc Thúy | 21   | Thành phố Hồ Chí Minh | 1,81 m (5 ft 11+1⁄2 in) | Tập 14  | 7-4   | Top 45 Hoa hậu Hoàn vũ Việt Nam 2017                                                    |
| Cao Thị Thiên Trang  | 19   | Thành phố Hồ Chí Minh | 1,75 m (5 ft 9 in)      | Tập 15  | 3     | Top 5 All-Stars Top 5 Hoa hậu Hoàn vũ Việt Nam 2023                                     |
| Kha Mỹ Vân           | 23   | Thành phố Hồ Chí Minh | 1,77 m (5 ft 9+1⁄2 in)  | Tập 15  | 2     | Top 40 Siêu mẫu Việt Nam 2010 Người mẫu được yêu thích nhất tại Ngôi sao người mẫu 2011 |
| Mai Thị Giang        | 21   | Hải Phòng             | 1,76 m (5 ft 9+1⁄2 in)  | Tập 15  | 1     | Cúp người mẫu Châu Á 2018                                                               |

## Tóm tắt các tập

### Tập 1
Ngày phát sóng: 19 tháng 8 năm 2012
Toàn bộ vòng sơ tuyển tại hai miền của mùa này được gói gọn trong tập 1. Sáu cô gái chiến thắng trong một cuộc casting trực tuyến diễn ra trước đó - Nguyễn Thị Châm, Vũ Thị Minh Nguyệt, Hà Thị Thúy Cải, Cao Thị Thiên Trang, Nguyễn Thúy Hạnh và Dương Nguyễn Thùy Dương - được đặc cách vào thằng vòng thi hình thể , nhưng thí sinh Thiên Trang đã từ chối quyền lợi vì muốn được khẳng định năng lực. Bên cạnh đó, thí sinh Tuyết Nhung tuy đã vượt qua vòng thi chụp ảnh, nhưng đã xin rời khỏi cuộc thi vì lý do học tập.

Sau các vòng catwalk, hình thể, phỏng vấn và chụp ảnh, Ban giám khảo đã chọn ra được 31 gương mặt xuất sắc nhất từ hàng trăm cô gái để bước tiếp cuộc hành trình trở thành Vietnam's Next Top Model.
- Được chọn vào vòng bán kết: Nguyễn Thị Thúy, Lê Thanh Thảo, Trần Nguyễn Phương Quyên, Huỳnh Thị Linh Ngân, Nguyễn Thị Kiều Vân, Nguyễn Thị Nhã Trúc, Tôn Nữ Minh Thi, Cao Thị Thiên Trang, Lương Thị Kim Loan, Nguyễn Thị Ngọc Thúy, Hồng Nguyên Phụng, Kha Mỹ Vân, Nguyễn Thị Ngân, Vũ Thị Minh Nguyệt, Vũ Xuân Nhung, Vũ Huyền Trang, Nguyễn Thị Vân, Bùi Thùy Dương, Dương Thị Thanh, Đỗ Thu Hà, Lê Thị Thùy Trang, Lê Thị Hằng, Mai Thị Giang, Cao Thị Hà, Nguyễn Thị Vinh, Nguyễn Thị Hằng, Trần Thị Hồng Tâm, Nguyễn Thị Hà, Trần Hải Yến, Nguyễn Thị Châm, Nguyễn Thị Ngần.[3]

### Tập 2
Ngày phát sóng: 26 tháng 8 năm 2012
Sau khi họp mặt thí sinh mỗi miền ở Ly's Club, 31 cô gái từ hai miền đã được gặp mặt nhau tại khách sạn Royal Lotus - Hạ Long. Sau một đêm nghỉ ngơi, họ được đưa lên du thuyền hạng sang Âu Cơ để có những bài học về catwalk, Taichi cũng như chèo thuyền. Mai Giang là người chiến thắng trong buổi học catwalk với giải thưởng là một suất spa trên tàu Âu Cơ, và người cùng nhận giải thưởng với cô là Thu Hà, Minh Nguyệt và Nguyễn Thúy. Bên cạnh đó, thí sinh Nguyễn Ngần đã chiến thắng cuộc đua chèo thuyền với giải thường là căn phòng VIP của du thuyền Âu Cơ, và cô đã chọn Ngọc Thúy để chia vui. Tuy nhiên chiều tối cùng ngày, cô xin rút khỏi cuộc thi vì lý do sức khỏe.

Thử thách của tuần là buổi biểu diễn thời trang với những bộ trang phục của các nhà thiết kế Giao Linh, Taylor Hồ và Đỗ Mạnh Cường vào ban đêm trên boong thượng của tàu Âu Cơ. Trong buổi đánh giá sáng hôm sau, đã có rất nhiều thí sinh bị Xuân Lan chê trách một cách thẳng thừng và nặng nề. Tuy nhiên người xem lại tỏ ra thích thú vì sự khắc nghiệt và gay cấn của cuộc thi.

Sau khi chia các thí sinh làm hai nhóm: được khen và bị khiển trách với số lượng gần như bằng nhau, Ban giám khảo đã công bố những cái tên được đi tiếp. Đó là tất cả 30 cô gái còn lại. Không có ai bị loại.
- Xuất sắc nhất: Bùi Thùy Dương
- Chiến thắng thử thách: Nguyễn Thị Ngần, Mai Thị Giang
- Bị loại: Không có ai
- Rời cuộc thi: Nguyễn Thị Ngần
- Trang phục: Giao Linh, Taylor Hồ, Đỗ Mạnh Cường

### Tập 3
Ngày phát sóng: 2 tháng 9 năm 2012
Rời Hạ Long, 30 cô gái được đưa đến khách sạn InterContinential Hà Nội, và tham dự một buổi dạ tiệc vào chiều tối cùng ngày. Vì là người ăn mặc đẹp nhất và giao tiếp hoạt bát nhất, Thiên Trang đã được thưởng căn phòng hạng President - căn phòng Tyra Banks đã từng ở khi đến Hà Nội - và chọn Mỹ Vân, Phương Quyên và Nguyên Phụng ở cùng.

Ngày hôm sau, tất cả được đến trung tâm California Fitness & Yoga để kiểm tra sức khỏe. Nửa đêm, họ bị Nam Trung và Xuân Lan đánh thức vì Xuân Lan cho rằng họ cần được tập luyện thêm để buổi chụp ảnh hôm sau được tốt hơn. Nguyễn Ngân được đánh giá tốt, và sẽ chụp cùng siêu mẫu Xuân Lan vào hôm sau. Sau buổi chụp ảnh, họ được thi làm bánh pizza, và một nhóm năm cô gái đã giành giải thưởng là phiếu mua hàng 10.000.000 đồng cùng một buổi ăn tối với Giám đốc khách sạn.

Bước vào phần đánh giá, đã có 15 cô gái bị loại nhưng BGK không đưa ra nhận xét. Kết thúc tập này, 15 cô gái bước chân vào Ngôi nhà chung, chính thức bắt đầu cuộc hành trình đi tìm Vietnam's Next Top Model 2012.
- Chiến thắng thử thách: Thiên Trang
- Bị loại: Nguyễn Thị Thúy, Trần Nguyễn Phương Quyên, Huỳnh Thị Linh Ngân, Nguyễn Thị Kiều Vân, Tôn Nữ Minh Thi, Hồng Nguyên Phụng, Vũ Xuân Nhung, Vũ Huyền Trang, Nguyễn Thị Vân, Bùi Thùy Dương, Lê Thị Thùy Trang, Nguyễn Thị Vinh, Trần Thị Hồng Tâm, Nguyễn Thị Hà, Trần Hải Yến
- Trang phục: Đỗ Mạnh Cường

### Tập 4
Ngày phát sóng: 9 tháng 9 năm 2012
Đến Ngôi nhà chung tại Thành phố Hồ Chí Minh - 15 cô gái phải tham gia một cuộc thi nhỏ để chia phòng. Sau cùng, trừ Mai Thị Giang và Nguyễn Thị Hằng phải ngủ ở phòng khách, các cô gái còn lại đều có chỗ ngủ riêng, và không ai phàn nàn gì về điều này. Đêm hôm đó, họ tổ chức một buổi họp riêng để phân công công việc, cũng như trò chuyện cùng nhau. Vì tính tình quá thẳng thắn, Cao Thị Thiên Trang đã nói thẳng là cô không thích Nguyễn Thị Châm vì cho rằng "nhờ cấu trúc xương bất thường nên Nguyễn Thị Châm có thể đi catwalk khá hơn người khác", và bị tất cả những cô gái khác chỉ trích, vì thực ra Nguyễn Thị Châm bị như thế từ sau một tai nạn. Sau đó, Cao Thị Thiên Trang nhận lỗi và hứa sẽ sống tốt hơn. Sáng hôm sau, họ được các chuyên gia từ Shiseido hướng dẫn chăm sóc da mặt và trang điểm. Sau đó họ được giao các tấm ảnh và phải trang điểm cho giống tấm ảnh đó. Nguyễn Thị Nhã Trúc chiến thắng một phiếu mua mỹ phẩm Shiseido trị giá 10 triệu đồng, và cô chọn Đỗ Thu Hà cùng nhận giải thưởng. Nhiệm vụ của tuần là buổi chụp ảnh beauty shot cùng với những con mèo Anh.
Nguyễn Thị Nhã Trúc được ban giám khảo khen rất sáng tạo khi đặt con mèo lên đầu để tạo dáng - nhưng ảnh của cô lại không đẹp bằng ảnh của Mai Thị Giang - người được cho là "ăn may" vì vẻ thờ ơ - lãnh đạm khi chụp ảnh lại tạo cho cô sự cuốn hút rất đặc biệt.
Dương Thị Thanh và Nguyễn Thị Ngân cũng được khen ngợi. Bên cạnh đó, Ban giám khảo cũng chỉ trích Lê Thị Hằng về cân nặng vượt tầm kiểm soát, và Nguyễn Thị Ngọc Thúy - về gương mặt mỏi mệt của cô. Kết thúc phần đánh giá, Mai Thị Giang được chọn là người có tấm ảnh đẹp nhất. Đỗ Thu Hà bị cho là "không phù hợp với concept", và Nguyễn Thị Châm "thiếu hẳn sự tự tin". Kết quả, Nguyễn Thị Châm bị loại - gây nhiều bất ngờ cho người xem, vì tấm ảnh của cô không đến nỗi tệ, và Nguyễn Thị Châm cũng sở hữu một chiều cao đáng mơ ước là 181 cm. Sự ra đi của Nguyễn Thị Châm làm nhiều người cảm thấy nuối tiếc, nhất là Cao Thị Thiên Trang vì đã có lời không phải với cô.
- Chiến thắng thử thách: Nhã Trúc
- Gọi tên đầu tiên: Mai Giang (vì có tấm ảnh đẹp nhất)
- Rớt chót: Đỗ Hà, Nguyễn Châm
- Bị loại: Nguyễn Châm
- Trang phục: Đỗ Mạnh Cường

### Tập 5
Ngày phát sóng: 16 tháng 9 năm 2012
Trong tập này, 14 cô gái được học giải phóng hình thể bằng vũ điệu salsa sôi động và hào hứng. Tối hôm đó, họ được đến một câu lạc bộ để áp dụng những gì mình đã được học về salsa. Đa số các cô gái, người thì quay cuồng mất kiểm soát, người thì không làm chủ cơ thể, đến nỗi Xuân Lan đã nói rằng cô đã được nhìn thấy rất nhiều "thảm họa salsa". Nhưng với sự chừng mực, tự tin và kết hợp ăn ý cùng người bạn diễn, cô gái chu đáo Kim Loan đã chiến thắng thử thách và nhận được phần thưởng là khóa học salsa trị giá 20.000.000 đồng.

Chủ đề chụp ảnh của tuần là "Chào buổi sáng". Với những kiểu tóc nhẹ nhàng, trang điểm tự nhiên và những bộ trang phục thoải mái, các cô gái được giao nhiệm vụ phải thể hiện nguồn năng lượng tươi trẻ chào ngày mới sao cho thật tự nhiên trong khung cảnh thơ mộng của An Lâm River Resort. Việc "diễn như không diễn" tưởng chừng dễ nhưng lại khó với nhiều người. Nhã Trúc phải tắm mình trong dòng nước lạnh giữa tiết trời đầy gió, trong khi Mỹ Vân phải vừa đánh răng vừa diễn, còn Lê Hằng lại quá chật vật với chiếc máy sấy. Xuân Lan đã đích thân hướng dẫn Nguyễn Hằng tạo dáng, biểu cảm, và kết quả của Nguyễn Hằng là một tấm ảnh y hệt những gì Xuân Lan đã hướng dẫn.

Tuần này có nhiều người thể hiện tốt, nên Xuân Lan cũng như Ban giám khảo rạng rỡ hẳn lên. Thanh Thảo được khen là "tràn đầy năng lượng" và được gọi tên đầu tiên. Mai Giang cũng được gọi ngay sau đó với tấm ảnh lột tả nét tinh khôi, trong sáng. Nỗ lực của Nhã Trúc, Kim Loan cũng được ghi nhận. Trong khi đó, ảnh của Thiên Trang bị nhận xét là "quá diễn", Mỹ Vân trông quá xấu khi đánh răng, và Nguyễn Hằng bị cho là không có sáng tạo. Sau cùng, vì sự rập khuôn cùng với quá trình thi không ấn tượng, Nguyễn Hằng đã là người tiếp theo phải rời khỏi Ngôi nhà chung.
- Chiến thắng thử thách: Kim Loan
- Gọi tên đầu tiên: Thanh Thảo
- Rớt chót: Kha Mỹ Vân, Nguyễn Hằng
- Bị loại: Nguyễn Hằng
- Trang phục: Đỗ Mạnh Cường

### Tập 6
Ngày phát sóng: 23 tháng 9 năm 2012
Phần makeover rất được mong đợi trong mỗi mùa thi đã đến. Trước đó, Xuân Lan đã hóa thân thành một quý bà cổ điển và sang trọng trong sắc đen, còn Nam Trung lại vô cùng lôi thôi và lòe loẹt với bộ đồ ngủ in hoa sặc sỡ và chiếc nón lá. Thông điệp họ muốn gửi đến các thí sinh đó chính là sức mạnh của ngoại hình.

Khác với những kiểu tóc độc đáo và hoàn toàn khác biệt của mùa trước, đội ngũ thiết kế lần này đã chọn cho các thí sinh những kiểu tóc dễ ứng dụng và tự nhiên. Không còn nhiều thí sinh bị cắt tóc như mùa trước. Một số thí sinh chỉ có thay đổi nhỏ như Nguyễn Ngân (chỉnh lại ngôi rẽ tóc), Nhã Trúc (chỉ duỗi) hay Mỹ Vân (tỉa lại cho gọn gàng). Bên cạnh đó cũng có nhiều thí sinh có sự khác biệt lớn như Thiên Trang (highlight bạch kim và uốn xù), Cao Hà (cắt ngắn, uốn xoăn và nhuộm đỏ) hoặc Thu Hà (vét tông đơ, nhuộm và vuốt dựng). Đa số các thí sinh đều hài lòng với diện mạo mới của mình.

Phần chụp hình làm cho các thí sinh hoảng hốt và khóc rất nhiều, đó là chụp hình với rắn lục, bạch xà và cự đà. Chỉ có một số ít thí sinh tỏ ra can đảm như Dương Thanh, đa số đều mất bình tĩnh, đỉnh điểm là Kim Loan và Mai Giang. Chủ đề chụp hình là sự tĩnh lặng và huyền bí như những bức tranh cổ thế kỉ XVII, tuy nhiên với những lọn rắn liên tục chuyển động, các thí sinh đều tập trung vào việc ổn định tinh thần hơn là tạo dáng và biểu cảm. Không nhiều thí sinh thể hiện tốt trong phần này.

Sau khi bước vào phòng đánh giá chính thức, 13 cô gái được nghe phê bình. Thanh Thảo một lần nữa được gọi tên đầu tiên nhờ có bức ảnh hài hòa, cân đối. Thu Hà cũng có bức ảnh tốt nhờ khoảnh khắc một con rắn vô tình vương ngang trán cô. Cao Hà cũng được Nam Trung đánh giá cao. Lê Hằng lại bị cho là "thảm họa về hình thể", Mỹ Vân "loay hoay tại chỗ", Mai Giang có "bước thụt lùi". Còn Kim Loan do quá sợ hãi nên đã có một bức ảnh đầy gượng gạo và cứng nhắc; cô đã là người tiếp theo rời khỏi Ngôi nhà chung. Sự ra đi của người chị cả biết chia sẻ, cảm thông và chu đáo đã làm cho tất cả thí sinh òa khóc nức nở. Ban giám khảo lần đầu tiên phải rơi nước mắt. Việc Kim Loan bị loại đã khiến các khán giả truyền hình tiếc nuối suốt một thời gian dài.
- Gọi tên đầu tiên: Thanh Thảo
- Rớt chót: Lê Hằng, Kim Loan
- Bị loại: Kim Loan
- Trang phục: Đỗ Mạnh Cường, Trương Thanh Long

### Tập 7
Ngày phát sóng: 30 tháng 9 năm 2012
Một buổi sáng, các thí sinh được tập trung lại một nhà hàng trong khu chung cư và được Xuân Lan đứng chờ sẵn. Nội dung của buổi học là catwalk nâng cao, chủ yếu hướng về kĩ năng xử lý những bộ trang phục khó cũng như những tình huống phát sinh. Thanh Thảo bị ngã khi diện một chiếc đầm dài nhưng túm ở phần cổ chân, và được Xuân Lan hướng dẫn cách xử lý để sự cố trôi qua nhẹ nhàng nhất
Sau đó, họ được trang điểm sặc sỡ với mi giả dày và nặng, tóc đánh rối, diện những bộ trang phục voan mỏng và được đưa đến khu hồ bơi. Chìm dưới mặt nước hồ khoảng một tấc là đường catwalk trơn, phía trên là những trái bóng to liên tục dao động, buộc thí sinh phải hết sức tập trung và linh hoạt để vượt qua. Nhiều thí sinh thực hiện không tốt. Ngọc Thúy bị hạ đường huyết, Lê Hằng bị sai khớp nhưng vẫn cố gắng hoàn thành phần thi. Nguyễn Ngân được mặc một bộ trang phục khá thuận lợi. Cô bước mạnh và đều làm nước hồ bắn cả lên. Trên đường về Ngân bị một quả bóng đập vào và ngã xuống nước. Cô nhanh chóng ứng dụng bài học về xử lý tình huống đã được Xuân Lan chỉ dạy. Kết quả Ngân là người chiến thắng thử thách với phần thưởng là phiếu mua hàng 20.000.000 đồng tại Klassy và phần quà bí mật từ BeU Models
Trước phần thi chụp ảnh, 12 cô gái tập hợp lại để chúc mừng sinh nhật Xuân Lan làm cô rất xúc động. Cô nói cô không cần lời chúc mà chỉ cần sự cố gắng và thành công từ phía các thí sinh.
Phần chụp ảnh của tuần diễn ra tại phòng trà Da Vàng với chủ đề "Nữ danh ca". Các cô gái được chia thành 4 nhóm và xoay vòng với vai trò một cô gái sẽ làm ca sĩ chính và hai người còn lại sẽ bè phía sau, cùng tạo dáng trong vòng 1 phút trên nền nhạc "One Night Only" 

| Nhóm | Thí sinh                           |
| ---- | ---------------------------------- |
| 1    | Thanh Thảo, Thu Hà, Ngọc Thúy      |
| 2    | Minh Nguyệt, Nhã Trúc, Nguyễn Ngân |
| 3    | Lê Hằng, Dương Thanh, Thiên Trang  |
| 4    | Mỹ Vân, Mai Giang, Cao Hà          |

Nhiều thí sinh vẫn còn lúng túng trong việc mang tinh thần của một nữ danh ca hòa quyện với thời trang. Thiên Trang diễn quá mức đến nỗi Nam Trung bảo cô "hợp đi hát hơn là người mẫu". Minh Nguyệt không thể cảm nhận được nhạc nên đành phải tự hát. Phần tạo dáng trên nền ca khúc "Tình thắm duyên quê" do chính cô thể hiện làm mọi người bật cười, trong khi đó Ngân và Trúc lại giữ được sự nhập tâm đáng ngạc nhiên. Dương Thanh là người thi cuối cùng, và cô bất ngờ khi phần thi bị cắt ngang khi chưa hết thời gian.

Trong phần đánh giá, Mỹ Vân được khen là rất có năng lượng và có tấm ảnh đẹp nhất. Mai Giang được nhận xét là "vừa đủ gợi cảm", "như nữ hoàng dòng nhạc jazz". Thiên Trang được đánh giá tốt từ Đỗ Mạnh Cường. Ngọc Thúy được cho là "dễ thương như công chúa bong bóng". Nhã Trúc và Nguyễn Ngân được khen ngợi vì sự tập trung và tinh thần đồng đội cao. Dương Thanh được đánh giá là có sáng tạo và biết tìm góc thích hợp. Thanh Thảo bị chê là buồn chán, Thu Hà quá cứng. Lê Hằng tiếp tục bị chê vì cân nặng trong khi cuộc thi đã quá nửa chặng đường. Cao Hà cũng không khẳng định được mình. Kết quả: lần đầu tiên loại kép, Lê Hằng và Cao Hà cùng phải rời cuộc chơi.
- Chiến thắng thử thách: Nguyễn Ngân
- Giám khảo khách mời: Ông Jason Baumann, giám đốc điều hành của BeU Models Management
- Gọi tên đầu tiên: Kha Mỹ Vân
- Rớt chót: Thanh Thảo, Lê Hằng, Cao Hà
- Bị loại: Lê Hằng, Cao Hà
- Trang phục: Lý Quý Khánh, Kim Khanh, Lê Thanh Hòa

### Tập 8
Ngày phát sóng: 7 tháng 10 năm 2012
Trong phần đào tạo tuần này, 10 cô gái còn lại của Vietnam's Next Top Model 2012 được làm quen với TRX - một hình thức rèn luyện thể lực. Với những bài tập khởi động đầu tiên, các cô gái dần làm quen được với cách điều chỉnh và giữ thăng bằng với dây TRX. Khi huấn luyện viên đẩy mạnh cường độ tập với những động tác khó hơn như móc chân vào dây và gập người, nhiều thí sinh đã cảm thấy dường như kiệt sức. Ngọc Thuý đã khóc vì bài tập quá nặng nhưng cô vẫn không bỏ cuộc. Nhã Trúc là thí sinh đã giành được chiến thắng ở phần thử thách TRX khi cô hoàn thành thi đối kháng giữa các thí sinh trong thời gian nhanh nhất. Trong phần photoshoot lần này giám đốc sáng tạo Nam Trung đã đưa các cô gái đến võ đài của California Fitness & Yoga Center. Diện trên người các bộ trang phục cách điệu từ các môn võ, các cô gái được treo người lên trên cao để thực hiện phần chụp ảnh của mình do chính giám đốc hình ảnh - nhiếp ảnh gia Phạm Hoài Nam là người trực tiếp bấm máy. Đặc biệt, lần này người mẫu Ngọc Tình đã được mời trở thành bạn diễn "nặng ký" của các thí sinh trong phần chụp ảnh. Nguyễn Ngân là thí sinh đầu tiên bước vào set chụp. Cô say sưa tạo dáng đến nỗi cáp treo hằn vào khiến phần bụng cô bị trầy xước và rớm máu. Minh Nguyệt đã thay thế hình ảnh Diva nhạc đồng quê của tuần trước và ấn tượng với cách thể hiện tư thế một con đại bàng đang vồ mồi. Thiên Trang và Mai Giang đều được sử dụng gậy cho phần chụp ảnh của mình. Thiên Trang trong lúc cao hứng đã "lỡ tay" vung gậy vào người của người mẫu Ngọc Tình. Điều này làm cô rất bối rối. Ngoài ra, giám khảo Nam Trung cũng nhắc nhở cô rất nhiều ở biểu cảm gương mặt rất giống với "Tôn Ngộ Không". Đỗ Hà lại là thí sinh duy nhất không được treo người lên. Trong phần đánh giá, Đỗ Hà nằm trong nhóm 3 thí sinh có nguy cơ bị loại. Riêng Mai Giang, tuần này không giữ vững được phong độ như ở những tuần thi, sự quyến rũ mà cô đang sở hữu không đúng với chủ đề của buổi chụp hình lần này. Ngay lập tức, Mai Giang đã nằm trong top 2 thí sinh có nguy cơ bị loại với Thanh Thảo. Cuối cùng - Mai Giang được đi tiếp còn Thanh Thảo bị loại.
- Người chiến thắng thử thách: Nhã Trúc
- Giám khảo khách mời: Ông Randy Dobson - người sáng lập California Fitness & Yoga Center
- Gọi tên đầu tiên: Dương Thanh
- Rớt chót: Thanh Thảo, Mai Giang
- Bị loại: Thanh Thảo
- Trang phục: Kha Lê
- Người mẫu khách mời: Giải Vàng Siêu mẫu Việt Nam 2010 - Trương Ngọc Tình

### Tập 9
Ngày phát sóng: 14 tháng 10 năm 2012
Đích thân giám đốc thời trang - nhà thiết kế Đỗ Mạnh Cường đã đến ngôi nhà chung để chia sẻ với 9 cô gái còn lại của Vietnam's Next Top Model về thời trang và cách lựa chọn trang phục. Anh tỏ vẻ không hài lòng khi phần lớn các thí sinh còn biết quá ít về những nhà thiết kế hay các thương hiệu thời trang danh tiếng. Điểm nhấn đặc biệt của buổi nói chuyện khi Đỗ Mạnh Cường đề nghị hai thí sinh có phong cách đối lập nhau là Thiên Trang và Đỗ Hà đổi trang phục cho nhau để thử xem nếu chọn trang phục không đúng với cá tính của mình sẽ dẫn đến kết quả gì. Thiên Trang phải mặc quần jean, áo pull cùng chiếc áo khoác cam đen ấn tượng khiến cô cá tính hơn hẳn. Ngược lại, Đỗ Hà phải mặc chiếc váy maxi trắng điểm hoa của Thiên Trang. Hình ảnh mới của cô khiến cho tất cả các thí sinh còn lại cười nghiêng ngả. Trong phần thử thách tuần này, các thí sinh được đưa đến chợ Bến Thành, mặc những trang phục Harajuku của nhà thiết kế Đỗ Mạnh Cường, vượt qua được hết những ánh nhìn soi mói, những lời bàn tán xung quanh, và thực sự tập trung để đi catwalk giữa chợ.
Thiên Trang là thí sinh giành được chiến thắng ở phần thử thách này bởi phong thái tự tin và chuyên nghiệp. Cô vượt qua được hết những lời xì xầm xung quanh mình mà vẫn giữ được biểu cảm trong phần catwalk lẫn cách tạo dáng mạnh mẽ ở những điểm dừng. Cô nhận được một khoá học Save And Learn từ Apollo trị giá 20 triệu đồng và bộ sản phẩm chăm sóc tóc từ Wella - Nam Dao trị giá 10 triệu đồng. Trong phần thi chụp ảnh lần này, các thí sinh được đưa đến không gian cổ kính và trang nghiêm chùa Hội Sơn. Lần lượt diện lên người những chiếc áo dài cách điệu của nhà thiết kế Mai Lâm với những đường may và hoạ tiết đậm chất cung đình, các cô gái trở nên đầy quyền lực và toác lên thần thái của các bậc vương tần ngày xưa. Nhiếp ảnh gia Jundat là người thực hiện bộ ảnh lần này. Và yêu cầu đặt ra trong phần chụp ảnh này là các thí sinh phải làm quen với việc máy ảnh sẽ di chuyển, ngoài việc tạo dáng và biểu cảm trước ống kính, thể hiện tinh thần của bộ ảnh họ còn phài biết phối hợp thật đồng điệu vời nhiếp ảnh gia.
Trong phần đánh giá, giám khảo dành nhiều lời khen cho bức ảnh của Nguyễn Ngân, cô là người biết vận dụng hết những gì đã học được vào phần thi của mình, khắc phục được phần tạo dáng trên gò đất khá cao. Ngọc Thuý được nhiếp ảnh gia Phạm Hoài Nam khen là dần dần đã biết chủ động hơn trong cách tạo dáng. Mai Giang cũng được đánh giá cao ở thần thái quyền lực trong khi Dương Thanh tự nhận mình có một phần thi không thuyết phục như tuần trước. Tập 9 có thể nói là tập của Thiên Trang, không chỉ giành chiến thắng trong phần thử thách trước đó, tuần này Thiên Trang đã có một tuần thi thành công khi cô là thí sinh sở hữu tấm ảnh đẹp nhất. Biểu cảm của gương mặt đầy quyền lực và chiếc môi vốn từng là điểm yếu của cô trở nên ấn tượng. Nằm trong top nguy hiểm gồm Nhã Trúc và Đỗ Hà. Nhã Trúc khá quá đà trong một concept đòi hỏi sự tinh tế và đơn giản. Riêng Đỗ Hà hoàn toàn lúng túng trong cách tạo dáng. Không nghĩ mình là người được tiếp tục, Nhã Trúc bất ngờ bước lên nhận tấm ảnh của mình và Đỗ Hà phải ra về.
- Chiến thắng thử thách: Thiên Trang
- Gọi tên đầu tiên: Thiên Trang
- Rớt chót: Nhã Trúc, Đỗ Hà
- Bị loại: Đỗ Hà
- Trang phục: Mai Lâm, Đỗ Mạnh Cường

### Tập 10
Ngày phát sóng: 21 tháng 10 năm 2012
8 thí sinh đã được đưa đến trung tâm thương mại Diamond Plaza và được yêu cầu phải sử dụng khả năng ăn nói của mình để thuyết phục những vị khách bất kì đang tham quan mua sắm tại đây đồng ý cho mình trang điểm bằng sản phẩm của Shiseido. Đa số các thí sinh đều có bước khởi đầu thuận lợi khi họ nhanh chóng tìm được vị khách hàng đồng ý theo họ về bàn trang điểm của Shiseido. Nguyễn Ngân lại không may mắn như thế, cô gặp một vị khách hàng khá khó tính. Phải mất một hồi lâu, Nguyễn Ngân mới có thể thuyết phục được vị khách hàng này cho mình trang điểm. Dương Thanh là thí sinh giành được chiến thắng trong phần thử thách với phong thái tự tin, ăn nói rõ ràng và có kĩ năng trang điểm tốt. Cô đã chọn Ngọc Thuý cùng chia sẻ với mình giải thưởng là một bộ sưu tập mỹ phẩm của Shiseido thu đông 2012 trị giá 10 triệu đồng. Các thí sinh được làm quen với những trải nghiệm của những người nổi tiếng: xuất hiện trên thảm đỏ với rừng máy ảnh được bố trí sẵn, học cách tạo dáng và thể hiện trước đám đông. Lần đầu tiên, họ có cảm giác mình đã thực sự trở thành người-của-công-chúng. Mất bình tĩnh là điều đầu tiên có thể nhận ra với một vài thí sinh. Nguyễn Ngân khá vội vàng và đuối lý khi bị hỏi về quá khứ "tin đồn" của mình. Hay Dương Thanh xử lý một cách vụng về khi bị dồn vào nghi án đồng tính.
Gây ấn tượng trong thử thách ứng xử trước truyền thông theo nhiều phong cách khác nhau đó chính là Ngọc Thuý, Mai Giang, Thiên Trang và Nhã Trúc. Riêng Nhã Trúc, cô gái thông minh này tỉnh táo đến mức kinh ngạc, dù phóng viên đã cố tình "gài bẫy" để tìm ra điểm yếu của cô. Bằng những lập luận đầy tự tin, bản lĩnh và đanh thép, Nhã Trúc một lần nữa chiến thắng thuyết phục trong thử thách lần này. Buổi chụp hình theo phong cách Pop Art trong những bộ trang phục khá nhạy cảm của thời trang lót Sabina cũng là một trong những thử thách của các cô gái tuần này. Các cô gái đều cảm thấy lúng túng trong việc thể hiện mình trước máy ảnh của nhiếp ảnh gia Vic Nguyễn, tuy nhiên, đã có rất nhiều thí sinh làm chủ được cách tạo dáng trong những bộ trang phục lót này và có những bức hình khá đẹp. Trong phần đánh giá, cùng ở trong top nguy hiểm với Minh Nguyệt - thí sinh đã có những bước tiến nổi trội tuần trước, Mai Giang cảm thấy tự ti và không nghĩ mình có đủ tố chất để trở thành người được sải bước trên các sàn diễn quốc tế. Một phần do chính những thử thách về áp lực truyền thông và những thử thách trong buổi chụp hình với trang phục gợi cảm khiến cô cảm thấy áp lực và mất tự tin vào bản thân. Dù vậy, Ban giám khảo vẫn đưa ra quyết định giữ lại Mai Giang và cho cô thêm 1 cơ hội nữa. Và cuối cùng, cô em gái út Minh Nguyệt phải ra về.
- Chiến thắng thử thách: Dương Thanh, Nhã Trúc
- Giám khảo khách mời: Chị Ngọc Anh - đại diện mỹ phẩm cao cấp Shiseido
- Gọi tên đầu tiên: Ngọc Thúy
- Rớt chót: Minh Nguyệt, Mai Giang
- Bị loại: Minh Nguyệt
- Trang phục: Sabina

### Tập 11
Ngày phát sóng: 28 tháng 10 năm 2012
Giám khảo Xuân Lan đã mời đến trường quay hai diễn viên, đó là Lê Khánh và Đại Nghĩa để dạy cho Top 7 học diễn xuất.
Lê Khánh và Đại Nghĩa đã dựa trên những câu chuyện từ chính các bạn thí sinh, biến nó thành tiểu phẩm, giúp họ nhập vai dễ dàng hơn, nhưng với một kịch bản hoàn toàn ngẫu hứng, đem đến những bất ngờ thú vị, buộc các thí sinh phải ứng biến và thể hiện tinh thần diễn xuất qua chính vai diễn rất thật từ những trải nghiệm trước đó của họ.
Kết quả cũng không quá khó dự đoán, người nhận được giải thưởng cho phần thử thách lần này tiếp tục là Nhã Trúc, cô nhận được một voucher xem phim trị giá 20 triệu tại tất cả các hệ thống của Lotte Cinema trên toàn quốc.
Khi đã trở thành người mẫu chuyên nghiệp, việc xuất hiện trong các buổi giao lưu trực tuyến trên TV hoặc Radio sẽ là một trong những hoạt động quen thuộc. Vì thế các cô gái của Vietnam's Next Top Model được đưa đến trụ sở của Xone FM - kênh âm nhạc hàng đầu dành cho giới trẻ và tham gia vào một buổi giao lưu trực tuyến giả định. Tất nhiên họ hoàn toàn không biết rằng những vị khán giả gọi về giao lưu với họ chính là những MC kì cựu của XoneFM. Các thí sinh lần lượt được đưa vào trong phòng thu cùng với sự hỗ trợ của ba phát thanh viên Nguyên Khang, Ngọc Bảo và Tuna. Thiên Trang được toàn bộ các phát thanh viên của Xone FM bình chọn là người có biểu hiện xuất sắc nhất bởi những chia sẻ rất thật về gia đình mình với giọng nói đầy thấu hiểu. Thiên Trang cũng đã chứng minh được rằng, khi ta đặt tình cảm mình vào để giải quyết một vấn đề gì đó, ta có thể bất ngờ vì kết quả tốt đẹp mang lại. Không phải ngẫu nhiên mà bộ ảnh lần này được mang tên "Vút Bay".
Thời gian đi Mỹ đã cận kề, 7 cô gái của Vietnam's Next Top Model 2012 cần nhiều bứt phá để có thể cất cánh bay xa hơn nữa, không tại thị trường trong nước mà còn tại kinh đô thời trang lớn nhất thế giới New York. Đặc biệt, buổi chụp hình được thực hiện trên Chill Sky Bar, tầng cao nhất của toà nhà AB Building. Không dừng lại ở đó, để có thể thấy được toàn cảnh thành phố Hồ Chí Minh, các thí sinh còn phải thể hiện phần thi của mình trên giàn giáo với độ cao hơn 3m. Tất nhiên, họ đã được đeo đây cáp cùng sự hỗ trợ của các cascadeur để đảm bảo độ an toàn. Nhã Trúc hoàn toàn mất tự chủ ở buổi chụp hình vì độ cao. Thiên Trang cũng là một cô gái mắc chứng sợ độ cao, nhưng khi Nam Trung nhắc cô câu nói quen thuộc "trên tay tôi chỉ còn một tấm vé đi Mỹ", cô như được tiếp thêm sức mạnh và bắt đầu có những tạo dáng ấn tượng. Kha Mỹ Vân hoàn toàn hợp với concept "Vút Bay" bởi vẻ mặt diễn như không diễn của mình. Riêng Mai Giang thì sau những lời nói tự ti của tuần trước khiến cho ban giám khảo bị tổn thương, tuần này, như đã thức tỉnh, cô đã bứt phá và đã có một buổi chụp hình khá tốt đẹp, chính vì thế ở phần nhận xét và đánh giá, cô đã được Xuân Lan khen ngợi. Trong phần loại, Nguyễn Ngân là thí sinh phải dừng lại vì bức ảnh chưa có nhiều bứt phá tuy phải thừa nhận là tấm ảnh của cô không hề tệ. Tuy nhiên, những tạo dáng của cô khá đơn giản và không hợp với tính chất mạnh mẽ, high-fashion của bộ trang phục. 
- Chiến thắng thử thách: Thiên Trang, Nhã Trúc
- Gọi tên đầu tiên: Dương Thanh
- Rớt chót: Ngọc Thúy, Nguyễn Ngân
- Bị loại: Nguyễn Ngân
- Trang phục: Rise Above

### Tập 12
Ngày phát sóng: 4 tháng 11 năm 2012
Các thí sinh đã có buổi học với giáo viên ngoại ngữ đến từ Trung tâm anh ngữ quốc tế Apllo. Buổi đào tạo ngoại ngữ diễn ra trong không khí vô cùng sôi nổi. Mặc dù chưa có được kỹ năng tiếng Anh hoàn hảo nhưng các thí sinh của Vietnam’s Next Top Model đã chứng tỏ được nỗ lực của mình và họ hoàn toàn tự tin với những phần giao tiếp đơn giản.
Để giúp các thí sinh có sự chuẩn bị thật tốt cho chuyến đi New York sắp tới, ông Jason Baumann, giám đốc điều hành của BeU Models Management đã đích thân đến Ngôi nhà chung để trực tiếp hướng dẫn các thí sinh hoàn thiện những hồ sơ cần có cho chuyến đi New York sắp tới, trong đó có 2 vật dụng không thể thiếu đó là Porfolio (Hồ sơ người mẫu) và Compcard (Danh thiếp người mẫu). Ngoài ra, các thí sinh cũng có buổi casting thử nghiệm với ông Jason Beauman. Khi phải thực hiện toàn bộ quá trình này bằng tiếng Anh đã gây trở ngại đối với một số thí sinh như Dương Thanh, Ngọc Thúy.
Tuy nhiên, những yêu cầu thú vị này sẽ giúp thí sinh tự tin hơn khi đến với các buổi casting thật sự tại New York. Tuần này, 6 thí sinh sẽ cần phải thể hiện thật tự tin và quyến rũ trong thử thách đóng quảng cáo với sản phẩm son môi Lacquer Rouge của Shiseido. Đây là một thử thách khá khó khăn vì khác với những lần chụp hình tĩnh trước đây, việc đại diện cho một nhãn hàng trong một đoạn TVC quảng cáo đòi hỏi rất nhiều kĩ năng diễn xuất trước ống kính, kĩ năng xử lý giọng nói, biểu cảm nét mặt,...Nhã Trúc cũng không tránh khỏi những phút giây bối rối khi học thuộc lời thoại. Ngọc Thúy tiếp tục là một "công chúa bong bóng" khi liên tục tạo ra những tình huống hài hước trong suốt quá trình chụp hình.
Ngược lại, Kha Vân hoàn toàn thoát khỏi vỏ bọc 1 một màu, trở nên nhí nhảnh và đáng yêu bất ngờ.
Mai Giang một lần nữa tỏa sáng khi giữ được bình tĩnh trong suốt quá trình diễn xuất và thể hiện hết khả năng của mình.
Mai Giang thật sự đã không phụ lòng tin của khán giả và ban giám khảo khi có phần thể hiện xuất sắc trong TVC. Buổi nhận xét đánh giá loại vừa rồi cũng mang đến nhiều cung bậc của cảm xúc. Đây là buổi đánh giá cuối cùng được ghi hình tại Việt Nam trước khi ekip Vietnam's Next Top Model lên đường sang New York.
Theo giám khảo Xuân Lan, các thí sinh của cô bây giờ đã có thể được xem là những người mẫu chuyên nghiệp. Do đó, thay vì gọi tên theo phong cách thường thấy, cô đã trìu mến gọi học trò mình bằng danh xưng "người mẫu". Mai Giang, cô gái đã từng từ chối cơ hội tiếp tục đồng hành với chương trình đã bất ngờ là người sở hữu đoạn TVC ấn tượng nhất. Lần lượt Nhã Trúc, Kha Mỹ Vân, Ngọc Thuý đều nhận được những cái ôm thật ấm áp của giám khảo Xuân Lan. Dương Thanh và Thiên Trang là 2 thí sinh cuối cùng.
Giám khảo Xuân Lan thổ lộ, cả hai đều là những gương mặt xứng đáng và bộ tứ giám khảo cảm thấy rất khó khăn để đi đến quyết định của mình.
Dương Thanh được gọi tên và trong lúc Thiên Trang đang rơi những giọt nước mắt tiếc nuối, thay vì yêu cầu Thiên Trang trở về nhà thu dọn đồ đạc và rời khỏi cuộc thi như mọi lần, thì Xuân Lan bất ngờ công bố Thiên Trang sẽ về nhà dọn đồ để cùng tới New York với mọi người.
Điều này khiến cho 6 cô gái vỡ oà trong cảm xúc. Cuối cùng không có thí sinh nào bị loại.
- Chiến thắng thử thách: Nhã Trúc, Thiên Trang
- Giám khảo khách mời: Ông Jason Baumann, giám đốc điều hành của BeU Models Management
- Gọi tên đầu tiên: Mai Giang
- Rớt chót: Dương Thanh, Thiên Trang
- Bị loại: Không có thí sinh nào
- Trang phục: Kimono

### Tập 13
Ngày phát sóng: 11 tháng 11 năm 2012
6 cô lại còn lại đã háo hức khi nhận được những túi quần áo từ Canifa và phải thu dọn đồ đạc để tới Sân bay Tân Sơn Nhất. Sau đó, chương trình lại tiếp tục mang đến 1 bất ngờ khác khi Nguyễn Ngân đã bị lọai ở tập 11 bất ngờ xuất hiện tại sân bay và được đồng hành của các thí sinh tham gia casting cho tuần lễ thời trang New York với tư cách là một người mẫu của công ty quản lý và đào tạo người mẫu BeU Models. Ngay từ Top 8 thí sinh, Ban tổ chức chương trình đã phối hợp cùng công ty quản lý và đào tạo người mẫu BeU Models làm compcard và gửi hồ sơ sang New York để các nhà thiết kế, các chuyên gia thời trang casting trước qua ảnh. Ngoài 6 thí sinh được Ban giám khảo mang đến cơ hội cùng bước sang New York thì Nguyễn Ngân cũng nhận được nhận được nhiều lời đề nghi gặp mặt và mời tham dự vòng casting của các nhà thiết kế tại đây.  
Nhận được cơ hội đến với kinh đô thời trang New York, các cô gái của Vietnam’s Next Top Model xem đây là một cơ hội để trải nghiệm môi trường làm việc quốc tế, trải nghiệm và ứng dụng những bài học mà họ đã học được suốt thời gian tham gia chương trình; tuy nhiên, điều bất ngờ tiếp theo đã xảy ra. Vừa đặt chân đến New York, họ đã liên tục được dẫn đi casting cho các show diễn thuộc tuần lễ thời trang New York Fashion Week Xuân Hè 2013. Và cả bảy thí sinh của Vietnam’s Next Top Model đã làm nến những điều kì diệu họ liên tục nhận được những show diễn lớn nhỏ nằm trong khuôn khổ của tuần lễ thời trang này. Dù chị là những thí sinh của một cuộc thi người mẫu, nhưng với qua trình đào tạo, rèn luyện từ cơ bản đến nâng cao, cũng những thử thách thú vị, những áp lực cạnh tranh gây gắt, các cô gái đã làm thể hiện hết mình và đã khẳng định được bản lĩnh của họ tại kinh đô thời trang New York. Cả bảy thí sinh rất xuất sắc khi đều nhận được lời mời trình diễn của Limelight Fashion Week nằm trong khuôn khổ của New York Fashion Week; Thí sinh Thiên Trang đã nhận được show diễn của nhà thiết kế Nina Skara thuộc Mercedses-Benz Fashion Week nằm trong khuôn khổ của tuần lễ thời trang New York Fashion Week; Nguyễn Ngân, Thiên Trang và Mai Giang nhận được lời mời tham dự show diễn của nhà thiết kế Adrian Alicea diễn tại tại nhà thờ lớn. Đặc biệt, Nguyễn Ngân sau vòng casting căng thẳng và cạnh tranh khá gây gắt với các người mẫu quốc tế khác, cô đã là thí sinh duy nhất nhận được lời mời trình diễn của nhà thiết kế Zang Toi - một trong những show diễn lớn thuộc Mercedes-Benz Fashion Week diễn ra trong "chiếc lều trắng" danh giá tại Lincohn Center.  
Trong phần đánh giá và loại của tập này, những cô gái của Vietnam’s Next Top Model 2012 cùng với giám khảo Xuân Lan diện những bộ áo dài truyền thống của người con gái Việt Nam ngay trên đất Mỹ. Và một lần nữa không ai bị loại, Nguyễn Ngân được trở lại với chương trình. 
| Buổi casting           | Thí sinh  | Thí sinh    | Thí sinh    | Thí sinh  | Thí sinh    | Thí sinh | Thí sinh |
| Buổi casting           | Mai Giang | Nguyễn Ngân | Dương Thanh | Ngọc Thúy | Thiên Trang | Nhã Trúc | Mỹ Vân   |
| ---------------------- | --------- | ----------- | ----------- | --------- | ----------- | -------- | -------- |
| Limelight Fashion Week |           |             |             |           |             |          |          |
| Zang Toi               |           |             |             |           |             |          |          |
| Nina Skara             |           |             |             |           |             |          |          |
| Adrian Alicea          |           |             |             |           |             |          |          |
| Edwing D'Angelo        |           |             |             |           |             |          |          |
| Andres Aquino          |           |             |             |           |             |          |          |

- Trở lại: Nguyễn Ngân
- Giám khảo khách mời: ông Jason Baumann, giám đốc điều hành của BeU Models Management
- Trang phục: Edwing D’Angelo, Monica Phromsavanh, Nina Skara, Cory Trần

### Tập 14
Ngày phát sóng: 18 tháng 11 năm 2012
Các thí sinh tiếp tục được đưa đi casting cho buổi biểu diễn thời trang của nhà thiết Andres Aquino, thuộc Couture Fashion Week trong khuôn khổ của tuần lể New York Fashion Week. Dù cả bảy cô gái đều vượt qua vòng casting nhưng chỉ có 5 thí sinh được lựa chọn để trình diễn trong show của ông. Sau khi Nhã Trúc và Dương Thanh bị loại sau vòng thử đồ, họ đã ngồi dưới hàng ghế khán giả để theo dõi show trình diễn của những thí sinh còn lại. Buổi biểu diễn được diễn ra tại khách sạn năm sao Waldorf Astoria với rất nhiều khách mời cùng phóng viên báo chí. Sau đó, tất cả các thí sinh đều được đưa đi casting tại các công ty quản lý người mẫu hàng đầu tại New York như IMG, Trump Model, Major Model hay Elite Model. Thí sinh hóa thân thành những cư dân New York thứ thiệt chính là concept của buổi photoshoot tuần này. Mỗi thí sinh được chuẩn bị một vẻ ngoài khác nhau và bối cảnh khác nhau tại Quảng trường Thời đại. Tiếp đó, 7 thí sinh được đưa đến trụ sở Hearst. Bà Kim St. Clair Bolden - giám đốc biên tập tạp chí Cosmopolitan toàn cầu đã chia sẻ cho họ những tiêu chí cùng với những lý giải thú vị như thế nào về hình tượng một cô gái Cosmopolitan. Vừa đáp máy bay trở về Việt Nam, cả bảy thí sinh đều đồng loại vỡ òa trước sự xuất hiện của gia đình mình. Đại gia đình Vietnam’s Next Top Model đã được di chuyển về ngôi nhà chung tại the Vista An Phú trên những chiếc Limosine sang trọng. Cùng nhau họ đã chuẩn bị một bữa cơm thân mật, kể cho nhau nghe những trãi nghiệm của cuộc thi, khoe nhau từng bức ảnh. Trong phần đánh giá, Top 3 đã lộ diện gồm Thiên Trang, Kha Mỹ Vân và Mai Giang. Họ hoàn toàn xứng đáng với những nỗ lực không ngừng nghỉ suốt chặng hành trình vừa qua. Nguyễn Ngân không nằm trong Top 3 thí sinh của cuộc thi cũng gây nhiều tiếc nuối cho khán giả. Riêng, Ngọc Thúy, Dương Thanh và Nhã Trúc đều có những khuyết điểm chưa thể khắc phục được, nhưng với những trải nghiệm quý báu suốt thời gian vừa qua, họ cũng đã trưởng thành và bản lĩnh hơn rất nhiều.
- Chiến thắng thử thách: Thiên Trang, Mỹ Vân, Mai Giang, Ngọc Thúy, Nguyễn Ngân
- Bị loại: Ngọc Thúy, Nguyễn Ngân, Nhã Trúc, Dương Thanh
- Giám khảo khách mời: Ông Jason Baumann, giám đốc điều hành của BeU Models Management, chị Quỳnh Anh - đại diện tạp chí Cospolitian VN
- Trang phục: Andres Aquino
- Chú thích: Trong tập này, các giám khảo không công bố ai là người có bức ảnh xuất sắc nhất, tuy nhiên bức ảnh của Mai Giang lại là bức ảnh duy nhất được xuất hiện trên số báo sau đó của Cosmopolitan.

### Chung kết
Ngày phát sóng: 25 tháng 11 năm 2012
Được truyền hình trực tiếp tại Nhà thi đấu Lãnh Bình Thăng ở Thành phố Hồ Chí Minh, đêm thi bắt đầu với đoạn video đấy ấn tượng giới thiệu 3 thí sinh Thiên Trang - Mai Giang - Kha Mỹ Vân.Mở đầu đêm thi chung kết là màn diễn catwalk của tất cả các thí sinh tham gia cuộc thi năm nay. Với những thiết kế trắng tinh khiết, thanh lịch, cùng mái tóc duỗi thẳng đơn giản các thí sinh thể hiện sự tiến bộ rõ rệt khi sải bước trên sàn diễn. MC Anh Tuấn đưa khán giả quay ngược thời gian của cuộc thi để cho thấy sự thay đổi, tiến bộ của các thí sinh suốt từ những ngày mới bước vào cuộc thi, chập chững những bước catwalk, những bức hình chuyên nghiệp đầu tiên cho tới hình ảnh chuyên nghiệp, lộng lẫy của họ hiện tại. Ngay sau đó, 4 giám khảo lần lượt bước ra sân khấu. Xuân Lan cực kỳ lộng lẫy với chiếc váy ren màu xanh ánh kim. 3 giám khảo còn lại vẫn trung thành với suit đen lịch lãm. Tiếp đến, 3 thí sinh xuất hiện bất ngờ.
Cả ba thí sinh đều mặc váy xòe trắng thanh lịch và cực kỳ duyên dáng. Sau khi chào khán giả, lần lượt từng thí sinh thể hiện kỹ năng đi catwalk đầy chuyên nghiệp của mình trước BGK và người xem. Chương trình tiếp tục chiếu hình ảnh chặng đường tới đêm chung kết của 3 thí sinh và những tâm sự của họ khi lọt vào tới đêm thi cuối cùng. Sau đó, 3 thí sinh quay lại sàn catwalk với trang phục "áo tắm cách điệu" của NTK Đỗ Mạnh Cường. Sau màn trình diễn này, Xuân Lan bày tỏ sự ghen tị bởi chiếc váy cánh tiên lúc đầu của cô không được quyến rũ như của các thí sinh. Ngoài ra, cô cũng tiếp tục phân tích sự khó khăn của 3 thí sinh khi xử lý bộ váy tắm, bộ áo choàng sao cho duyên dáng, tinh tế mà vẫn quyến rũ và cá tính. Giữa chương trình, những gương mặt quen thuộc từ các mùa thi trước như Hoàng Thùy, Lê Thúy, Lê Thị Phương, Thùy Dương,... xuất hiện trong BST của NTK Andrian Anh Tuấn. Ngay sau phần trình diễn thời trang là tới phần chọn ra Top 2.
Và thật bất ngờ khi Thiên Trang là thí sinh phải rời đêm chung kết. Trước phần thi photoshoot, ca sĩ Thanh Duy xuất hiện với ca khúc Ha ha ha với sự xuất hiện của các thí sinh VNTM 2012. Phần thi photoshoot lấy ý tưởng của buổi chụp đến từ một buổi diễn xiếc với những vòng tròn, biến chúng thành những lớp lang, tuyến khác nhau. Mai Giang có vẻ "đuối" hơn đối thủ khi tạo dáng khá cứng và chưa thật sự gợi cảm. Trong khi đó, Kha Mỹ Vân là người đầu tiên lên sân khấu, cô tỏ ra khá "phiêu" với điệu nhạc và đạo cụ chụp. Tiếp nối chương trình, các thí sinh VNTM 2012 tiếp tục xuất hiện và trình diễn trang phục dạ hội cực kỳ quyến rũ của NTK Đỗ Mạnh Cường. Hoàng Thùy và Lê Thúy tiếp tục thể hiện sự trưởng thành của "người đi trước". Tiếp đến là Thiên Trang. Cô nàng xuất hiện cực kỳ mạnh mẽ, tự tin và gợi cảm. Cuối cùng, top 2 của cuộc thi dần bước ra phía trước trong váy màu ánh kim. Và thời điểm quan trọng đã đến khi bức hình trên màn ảnh rộng hé mở hình ảnh của nhà vô địch VNTM năm nay: Mai Giang. Một kết quả cực kỳ bất ngờ với hầu hết những người theo dõi cuộc thi.
- Top 3 chung kết: Cao Thị Thiên Trang, Mai Thị Giang, Kha Mỹ Vân
- Bị loại: Cao Thị Thiên Trang
- Top 2 chung kết: Kha Mỹ Vân,Mai Thị Giang
- Vietnam's Next Top Model: Mai Thị Giang
- Khách mời đặc biệt: MC Anh Tuấn, MC Hoàng Linh

## Kết quả

### Thứ tự gọi tên
| Thứ tự | Tập         | Tập         | Tập         | Tập         | Tập            | Tập         | Tập         | Tập         | Tập         | Tập         | Tập         | Tập         | Tập         | Tập |
| Thứ tự | 3           | 4           | 5           | 6           | 7              | 8           | 9           | 10          | 11          | 12          | 13          | 14          | 15          |     |
| ------ | ----------- | ----------- | ----------- | ----------- | -------------- | ----------- | ----------- | ----------- | ----------- | ----------- | ----------- | ----------- | ----------- | --- |
| 1      | Mai Giang   | Mai Giang   | Thanh Thảo  | Thanh Thảo  | Mỹ Vân         | Dương Thanh | Thiên Trang | Ngọc Thúy   | Dương Thanh | Mai Giang   | Mỹ Vân      | Mỹ Vân      | Mai Giang   |     |
| 2      | Nhã Trúc    | Dương Thanh | Dương Thanh | Minh Nguyệt | Thiên Trang    | Mỹ Vân      | Minh Nguyệt | Nguyễn Ngân | Thiên Trang | Nhã Trúc    | Nhã Trúc    | Mai Giang   | Mỹ Vân      |     |
| 3      | Dương Thanh | Ngọc Thúy   | Mai Giang   | Thiên Trang | Dương Thanh    | Ngọc Thúy   | Mai Giang   | Thiên Trang | Mỹ Vân      | Mỹ Vân      | Ngọc Thúy   | Thiên Trang | Thiên Trang |     |
| 4      | Thanh Thảo  | Thanh Thảo  | Nhã Trúc    | Nhã Trúc    | Ngọc Thúy      | Nguyễn Ngân | Dương Thanh | Dương Thanh | Mai Giang   | Ngọc Thúy   | Thiên Trang | Ngọc Thúy   |             |     |
| 5      | Thiên Trang | Nhã Trúc    | Ngọc Thúy   | Cao Hà      | Nhã Trúc       | Thiên Trang | Nguyễn Ngân | Nhã Trúc    | Nhã Trúc    | Dương Thanh | Dương Thanh | Dương Thanh |             |     |
| 6      | Nguyễn Ngân | Thiên Trang | Minh Nguyệt | Nguyễn Ngân | Mai Giang      | Minh Nguyệt | Mỹ Vân      | Mỹ Vân      | Ngọc Thúy   | Thiên Trang | Mai Giang   | Nguyễn Ngân |             |     |
| 7      | Mỹ Vân      | Lê Hằng     | Kim Loan    | Dương Thanh | Đỗ Hà          | Nhã Trúc    | Ngọc Thúy   | Mai Giang   | Nguyễn Ngân |             | Nguyễn Ngân | Nhã Trúc    |             |     |
| 8      | Ngọc Thúy   | Kim Loan    | Đỗ Hà       | Mai Giang   | Nguyễn Ngân    | Đỗ Hà       | Nhã Trúc    | Minh Nguyệt |             |             |             |             |             |     |
| 9      | Cao Hà      | Mỹ Vân      | Lê Hằng     | Đỗ Hà       | Minh Nguyệt    | Mai Giang   | Đỗ Hà       |             |             |             |             |             |             |     |
| 10     | Kim Loan    | Nguyễn Ngân | Nguyễn Ngân | Ngọc Thúy   | Thanh Thảo     | Thanh Thảo  |             |             |             |             |             |             |             |     |
| 11     | Minh Nguyệt | Minh Nguyệt | Thiên Trang | Mỹ Vân      | Cao Hà Lê Hằng |             |             |             |             |             |             |             |             |     |
| 12     | Nguyễn Hằng | Cao Hà      | Cao Hà      | Lê Hằng     | Cao Hà Lê Hằng |             |             |             |             |             |             |             |             |     |
| 13     | Đỗ Hà       | Nguyễn Hằng | Mỹ Vân      | Kim Loan    |                |             |             |             |             |             |             |             |             |     |
| 14     | Nguyễn Châm | Đỗ Hà       | Nguyễn Hằng |             |                |             |             |             |             |             |             |             |             |     |
| 15     | Lê Hằng     | Nguyễn Châm |             |             |                |             |             |             |             |             |             |             |             |     |

     Thí sinh chiến thắng
     Thí sinh bị loại
     Thí sinh bị loại nhưng được cứu
1. ↑   Trong tập 3, top 30 cô gái được chia làm 2 nhóm, nhóm Xuân Lan gọi tên và nhóm không gọi tên sẽ phải thu dọn đồ đạc và rời khỏi khách sạn. Cuối cùng khi Xuân Lan lên xe buýt với nhóm không gọi tên là nhóm được vào nhà chung của chương trình, đồng nghĩa nhóm gọi tên bị loại. Thứ tự gọi tên không cho biết ai xuất sắc nhất.
2. ↑   Trong tập 12, Thiên Trang vốn ban đầu bị loại, nhưng được cứu.
3. ↑   Trong tập 13, Nguyễn Ngân được ban giám khảo cho thêm một cơ hội cạnh tranh với Top 6. Không ai bị loại trong tập này và thứ tự gọi tên không cho biết ai xuất sắc nhất.
4. ↑   Trong tập 14, các thí sinh được gọi tên ngẫu nhiên để chia thành 2 nhóm và chỉ có Nhã Trúc không được Xuân Lan chia vào nhóm, đồng nghĩa với việc cô đã bị loại. Kết quả là Mai Giang, Thiên Trang & Mỹ Vân được chọn vào chung kết. Dù giám khảo không công bố ai là người có bức ảnh xuất sắc nhất, tuy nhiên bức ảnh của Mai Giang là bức ảnh duy nhất được xuất hiện trên số báo sau đó của Cosmopolitan nên cũng có thể hiểu đây là bức ảnh đẹp nhất của tập này.

### Chủ đề của buổi chụp hình
- Tập 1: Ảnh đại diện (casting)
- Tập 2: Bước đi đầu tiên của Next Top Model
- Tập 3: Sắc màu tương lai
- Tập 4: Beauty với những chú mèo Anh
- Tập 5: Chào buổi sáng
- Tập 6: Quý bà của thế kỷ XVII và những con rắn
- Tập 7: Diva
- Tập 8: Tinh thần thượng võ
- Tập 9: Hồn Việt
- Tập 10: Chụp ảnh đồ lót theo phong cách Pop Art
- Tập 11: Người ngoài hành tinh trên bầu trời TP. Hồ Chí Minh
- Tập 12: Quảng cáo cho sản phẩm của Shiseido
- Tập 13: Vũ điệu của gió
- Tập 14: Tạo dáng giữa thành phố New York
- Tập 15: Circle

## Sau Top Model
- Nguyễn Châm: được chụp hình cho tạp chí cùng với trang bìa của Travellive[4][5] và sải bước trên một số sàn diễn thời trang của NTK Đỗ Mạnh Cường[6], NTK Lê Trần Đắc Ngọc, NTK Kan Kanemura, Goldwell Hairshow 2013[7][8], Wella Trend Vision 2013, Luxury Fashion Show 2014[9], Đẹp Fashion Runway, Lynk Fashion Show, Vietnam International Fashion Week,... Ngoài ra, cô còn mở cửa hàng shop thời trang Cham Boutique ở Quảng Ninh. Cô đã rút khỏi ngành người mẫu từ năm 2016 và hiện tại đã lập gia đình.
- Nguyễn Hằng: làm người mẫu ảnh tự do, trước khi rút khỏi ngành người mẫu từ năm 2013. Hiện tại cô đã lập gia đình.
- Kim Loan: làm người mẫu ảnh[10] và được chụp hình cho tạp chí Tiếp Thị & Gia Đình 7/2015. Cô đã sải bước trên một số sàn diễn thời trang của NTK Hoàng Linh[11], NTK Nguyễn Trung Hạnh[12], Antur Wedding House[13], Wella Trend Vision 2013, Thời Trang & Nhân Vật[14],... Ngoài ra, cô còn tham gia đóng phim "Điệp vụ chân dài" và làm giám khảo của cuộc thi Nét đẹp Công nhân Pou Yuen. Cô đã rút khỏi ngành người mẫu từ năm 2017.
- Lê Hằng: làm người mẫu tự do và sải bước trên một số sàn diễn thời trang của NTK Đỗ Mạnh Cường, NTK Lê Trần Đắc Ngọc, Goldwell Hairshow 2013,... Cô đã rút khỏi ngành người mẫu từ năm 2015.
- Cao Hà: ký hợp đồng với Portfolios Casting Agency. Cô đã sải bước trên một số sàn diễn thời trang của Charming Lys, NTK Cao Minh Tiến, Lễ hội Áo Dài Festival Huế, Lynk Fashion Show, Vietnam Fashion Week, Vietnam – Italia Fashion Week 2018,... Cô đã rút khỏi ngành người mẫu từ năm 2020 và hiện tại đã lập gia đình.
- Thanh Thảo: ký hợp đồng với BeU Models, Tay Models, Nest Models Vietnam, Nomad Management, QD Model HCMC, Portfolios Casting Agency, Karin Models ở Paris và Sapphires Model Management ở Luân Đôn. Cô làm người mẫu ảnh[15][16][17][18] và xuất hiện trên tạp chí cùng với một số trang bìa trong nước như Đẹp, Cosmopolitan, Elle, Harper's Bazaar, L'Officiel, Her World, Gentlemen - Fashion, Golf&life, Sành Điệu, Thế Giới Người Nổi Tiếng, Phụ Nữ Chủ Nhật, Heritage Fashion[19],... và ngoài nước như Professional Beauty UK. Cô được xuất hiện trong chiến dịch quảng cáo cho Zalora, Tommy Hilfiger, Renbytee, PUSW, Vascara, Thaihuy, Lady K Sai Gon, NTK Lâm Gia Khang, NTK Jenny K. Tran, NTK Lyla Tran, NTK Đỗ Mạnh Cường[20], NTK Đinh Văn Thơ[21], Vietnam Motor Show 2022, Vespa[22], Selected. UK, Matches Fashion UK, Next Shop UK, Virgos Lounge UK,... và sải bước trên một số sàn diễn thời trang của Ivy Moda, NTK Đỗ Mạnh Cường, NTK Chung Thanh Phong[23], NTK Lê Thanh Hòa[24], NTK Trương Thanh Hải[25], NTK Hà Linh Thư[26], Thời Trang & Đam Mê[27][28], Thời Trang & Nhân Vật[29], Elle Fashion Show, Lynk Fashion Show, Vietnam International Fashion Week[30], Vietnam Designer Fashion Week, Paris Fashion Week[31], London Fashion Week[32],... Ngoài ra, cô còn là người mẫu của chương trình Project Runway Vietnam 2013. Năm 2016, cô còn là một trong những người mẫu của "danh sách đen" trong Vietnam International Fashion Week 2016 trước khi được quay lại trình diễn vào năm sau. Hiện cô đã kết hôn vào năm 2023.
- Thu Hà: ký hợp đồng với BeU Models, CA3 Artiste Agency, Tay Models, Nomad Management và Beyond Models ở Milan. Cô làm người mẫu ảnh[33][34][35][36][37][38][39] và xuất hiện trên tạp chí cùng với một số trang bìa trong nước như Đẹp, Harper's Bazaar[40][41], Elle[42], Forbes, Style, Mốt, F Fashion[43], L'Officiel[44], Mỹ Thuật, Barcode, Her World, Heritage Fashion, Travellive, Nữ Doanh Nhân,... và ngoài nước như Toiletpaper Italia, White Sposa Italia, HUF UK[45],... Cô còn được xuất hiện trong chiến dịch quảng cáo cho Zalora, Chula Fashion, I Hate Fashion, Chaddie, Eva de Eva, Ivy Moda, Canifa, Bennyf Woman, Latui Atelier, NTK Ngô Thái Bảo Loan[46], NTK Quang Nhật, NTK Phi Phạm, NTK Lý Hoàng Minh Trị, Xenia Joost, Sita Raiter, Oppo,... và sải bước trên một số sàn diễn thời trang của Ivy Moda, Vungoc&Son, NTK Đỗ Mạnh Cường, NTK Chung Thanh Phong, NTK Phi Phạm, NTK Võ Công Khanh, NTK Hà Linh Thư, NTK Lâm Gia Khang, NTK Lý Quí Khánh, Thời Trang & Cuộc Sống, Thời Trang & Đam Mê[47][48], Thời Trang & Nhân Vật[49], Xu Hướng & Phong Cách, Elle Fashion Show, Lynk Fashion Show[50], Đẹp Fashion Runway, Vietnam Designer Fashion Week, Vietnam International Fashion Week[51], Milan Fashion Week[52],... Ngoài ra, cô còn là một nhiếp ảnh gia, là nhà sáng lập của hãng thời trang Accent Concept, là người mẫu của chương trình Project Runway Vietnam 2013 và đoạt giải "Người mẫu xuất sắc nhất châu Á" tại Asia Festival Model Awards 2021.
- Minh Nguyệt: làm người mẫu ảnh[53] và sải bước trên một số sàn diễn thời trang của Canifa[54], Ivy Moda, NTK Lê Trần Đắc Ngọc, NTK Đỗ Mạnh Cường, NTK Hà Trương, NTK Lê Thanh Hòa, Goldwell Hairshow 2013, Wella Trend Vision 2013, Đẹp Fashion Runway, Show tốt nghiệp Học viện Thiết kế và Thời trang London, Converging Fashion Show, Vietnam International Fashion Week, Lễ hội Áo Dài Festival Huế, Sakura Collection Vietnam 2018,... Hiện tại, cô đã rút khỏi ngành người mẫu từ năm 2020 và đã kết hôn với thí sinh mùa 7 Hoàng Minh Tùng[55].
- Nguyễn Ngân: làm người mẫu ảnh và được chụp hình cho các các tạp chí thời trang như Thời Trang Trẻ, Travellive,... Cô còn sải bước trên một số sàn diễn thời trang của Valenciani, Eva de Eva, NTK Đỗ Mạnh Cường, Belvedere Fashion Gala 2012, Đẹp Fashion Show, Show tốt nghiệp Học viện Thiết kế và Thời trang London, Goldwell Hairshow 2013, Thời Trang & Đam Mê, Thời Trang & Nhân Vật,... Cô đã rút khỏi ngành người mẫu từ năm 2017.
- Dương Thanh: ký hợp đồng với Portfolios Casting Agency. làm người mẫu ảnh và được xuất hiện trong chiến dịch quảng cáo cho California Fitness & Yoga. Cô còn sải bước trên một số sàn diễn thời trang của NTK Đỗ Mạnh Cường, NTK Kan Kanemura, NTK Hoàng Hải, NTK Đặng Hải Yến, NTK Ivan Trần, NTK Thủy Nguyễn, Thời Trang & Đam Mê, Thời Trang & Cuộc Sống, Đêm Phương Đông 2014, Thời Trang & Nhân Vật[56], Đẹp Fashion Show[57], Elle Fashion Show[58], Vietnam International Fashion Week,... Hiện tại, cô đã rút khỏi ngành người mẫu từ năm 2020 và đã kết hôn với tay đấm bốc người Pháp Arnaud Lepont. Hiện cô đang làm huấn luyện viên thể hình tại trung tâm Hustle Thảo Điền.
- Ngọc Thúy: ký hợp đồng với BeU Models, CA3 Artiste Agency, Nomad Management và Portfolios Casting Agency. Cô làm người mẫu ảnh và được chụp hình cho một số tạp chí như Harper's Bazaar, Cosmopolitan, Thế Giới Phụ Nữ, Tiếp Thị & Gia Đình,,... Cô còn sải bước trên một số sàn diễn thời trang của Gem Concept[59], Vungoc&Son, NTK Đỗ Mạnh Cường[60][61][62], NTK Chung Thanh Phong, NTK Võ Việt Chung[63], Đẹp Fashion Show, Thời Trang & Cuộc Sống[64][65], NTK Hoàng Hải, NTK Công Trí, NTK Lê Thanh Hòa, Thời Trang & Đam Mê, Thời Trang & Nhân Vật, Goldwell Hairshow 2013, Đêm Phương Đông 2014, Vietnam International Fashion Week, Vietnam Designer Fashion Week, Elle Fashion Week, Faslink Fashion Show[66], Vietnam Runway Fashion Week,... Ngoài ra, cô còn là người mẫu của chương trình Project Runway Vietnam 2013. Hiện tại, cô đã kết hôn với bạn đời của mình[67] và đang làm huấn luyện viên catwalk.
- Nhã Trúc: ký hợp đồng với BeU Models và Portfolios Casting Agency. Cô làm người mẫu ảnh[68][69][70][71][72][73][74] và xuất hiện trên tạp chí cùng với một số trang bìa như Cosmopolitan, Elle, Đẹp, F Fashion, L'Officiel, Mốt, Women's Health, Thế Giới Người Nổi Tiếng, Nữ Doanh Nhân, Cẩm Nang Cưới Marrywedding, Mỹ Thuật, Heritage Fashion[75], Travellive, Fairways,... Cô được xuất hiện trong chiến dịch quảng cáo cho Feliza Clothing, Vietinio, Emmié by Happyskin, Nohtus, Magonn Design[76], NTK Chung Thanh Phong, NTK Hà Nhật Tiến, VPBank,... và sải bước trên một số sàn diễn thời trang của Valenciani, NTK Đỗ Mạnh Cường, NTK Công Trí, NTK Chung Thanh Phong[77], NTK Li Lam[78], NTK Võ Việt Chung, NTK Trương Thanh Hải, Thời Trang & Đam Mê[79], Thời Trang & Nhân Vật[80], Davines Hair Show & Contest 2013, Goldwell Hairshow 2013, Đẹp Fashion Show, Triển Lãm Cưới 2014[81], Lynk Fashion Show, Vietnam International Fashion Week[82],,... Ngoài ra, cô còn là người mẫu của chương trình Project Runway Vietnam 2013. Từ năm 2016, cô dần rút khỏi làng người mẫu và lấn sân sang vai trò stylish và đạo diễn catwalk của nhiều show diễn thời trang lớn như Elle Fashion Show, SR Celebrating Local Pride, Wedding Symphony,... Hiện tại, cô đang điều hành 2 công ty người mẫu là Portfolios Casting Agency và iDO Management.
- Thiên Trang: ký hợp đồng với BeU Models và Nomad Management. Cô làm người mẫu ảnh và xuất hiện trên tạp chí cùng với một số trang bìa như Elle, Đẹp[83][84], Harper's Bazaar[85], Cosmopolitan, F Fashion, Her World, L'Officiel, Thời Trang Trẻ, Sành Điệu, Cẩm Nang Cưới Marrywedding, Thế Giới Người Nổi Tiếng, Golf&life, Heritage Fashion,... Cô được xuất hiện trong chiến dịch quảng cáo cho Canifa, NTK Đỗ Mạnh Cường, Zalora, Tommy Hilfiger, Eva de Eva, Hatang by Tang Thanh Ha[86], Wephobia, Chu Cosmetic, Ivy Moda, Menard Vietnam,... và sải bước trên một số sàn diễn thời trang của Valenciani, NTK Đỗ Mạnh Cường, NTK Hà Nhật Tiến, NTK Li Lam, NTK Lâm Gia Khang, NTK Tùng Vũ[87], NTK Trần Hùng[88], Belvedere Fashion Gala 2012, Đẹp Fashion Show[89], Thời Trang & Đam Mê[90], Vietnam Runway Fashion Week, Elle Fashion Show, Vietnam International Fashion Week[91], Lễ Hội Áo Dài 2024,... Ngoài ra, cô còn đảm nhận với vai trò huấn luyên viên của cuộc thi The Face Online by Vespa 2021, xuất hiện trong video âm nhạc "Úm Ba La" của Đỗ Hoàng Dương ft. Han Sara và tham gia đóng một số phim như Hoa Hậu Giang Hồ, Chị chị em em 2,... Năm 2016, cô còn là một trong những người mẫu của "danh sách đen" trong Vietnam International Fashion Week 2016 trước khi được quay lại trình diễn vào năm sau. Hiện tại, cô đã kết hôn với bạn đời của mình[92] và vẫn làm người mẫu tự do.
- Mỹ Vân: ký hợp đồng với BeU Models, Portfolios Casting Agency, Diva Models ở Singapore, New Version Model Management ở Florida, MP Management ở Miami, Red Model Management ở New York, Bareface Model Agency ở Dubai, Ice Models ở Milan[93], Crystal Models & Slides Model Agency ở Paris[94]. Cô làm người mẫu ảnh[95][96][97][98][99][100][101] và xuất hiện trên tạp chí cùng với một số trang bìa trong nước như Harper's Bazaar[102], Elle[103], Đẹp, Cosmopolitan, F Fashion, Her World, L'Officiel[104], Mốt, Tiếp Thị & Gia Đình, Thế Giới Người Nổi Tiếng, Nữ Doanh Nhân, Golf&life, Heritage Fashion,... và ngoài nước như Vogue Italia[105], L'Officiel Italia[106], Mint Italia, Hunter Fashion Italia, Kodd Pháp[107], Harper's Bazaar Arabia, Vogue Singapore,... Cô còn được xuất hiện trong chiến dịch quảng cáo cho TRESemmé, Vungoc&Son, Canifa, Hulos[108], NTK Tăng Thành Công, NTK Đỗ Mạnh Cường[109][110], NTK Võ Công Khanh[111], NTK Hà Hồng Lam, NTK Thủy Nguyễn[112], NTK Lý Giám Tiền, NTK Li Lam, Julien Fournié, The Queen Store Italia[113], Maison About[114], Elisabetta Franchi, Bazza Alzouman, Faux Consultancy UAE, Takara UAE,... và sải bước trên một số sàn diễn thời trang của Valenciani, Desino, NTK Đỗ Mạnh Cường[115], NTK Võ Việt Chung, NTK Công Trí[116], NTK Thủy Nguyễn, Meissen Couture Italia[117], Label2 Italia[118], Thời Trang & Đam Mê[119][120][121], Thời Trang & Nhân Vật[122], Thời Trang & Cuộc Sống, Phong Cách & Cuộc Sống, Đẹp Fashion Show, Lynk Fashion Show, Vietnam International Fashion Week, Vietnam Designer Fashion Week, Tiffany Fashion Week Paris[123], Paris Haute Couture Fashion Week[124], Paris Fashion Week, Milan Fashion Week[125], Miami Swim Week[126], New York Fashion Week[127], Dubai Modest Fashion Week,... Cô đã rút khỏi ngành người mẫu từ năm 2023. Hiện tại, cô đã kết hôn với doanh nhân người Ý Luigi Menghini và đang chung sống với gia đình nhỏ tại Dubai[128].
- Mai Giang: ký hợp đồng với BeU Models và Portfolios Casting Agency. Cô làm nguòi mẫu ảnh[129][130][131][132] và xuất hiện trong chiến dịch quảng cáo cho Canifa, NTK Trần Hùng[133],... Cô được xuất hiện trên tạp chí cùng với một số trang bìa như Cosmopolitan[134], Harper's Bazaar, Elle, Đẹp, L'Officiel, Her World, 2!Đẹp, Mốt, Bầu[135], Nữ Doanh Nhân, Thế Giới Văn Hóa,... và sải bước trên một số sàn diễn thời trang của Canifa, Valenciani, Ivy Moda, Eva de Eva, Le Lam Hanoi, NTK Đỗ Mạnh Cường, NTK Lê Trần Đắc Ngọc, NTK Trần Hùng[136], NTK Lê Thanh Hòa, NTK Hà Linh Thư, NTK Đặng Hải Yến, Thời Trang & Đam Mê[137], Thời Trang & Cuộc Sống[138][139][140], Hải Phòng Fashion Show 2014[141], Đẹp Fashion Show, Festival Nghề truyền thống Huế 2015, Elle Fashion Journey, Vietnam – Italia Fashion Week 2018, Vietnam International Fashion Week[142][143], Áo dài - Di sản văn hóa Việt Nam[144], Vietnam International Fashion Festival,... Ngoài ra, cô còn đảm nhiệm vai trò giám khảo của một số cuộc thi như Miss University Hải Phòng, Siêu sao mẫu nhí Việt Nam 2019, Hoa khôi Hòa Bình Việt Nam 2020,... Năm 2014, cô bất ngờ tuyến bố kết hôn với người chồng hiện tại hơn 7 tuổi.

### Tham gia cuộc thi khác
- Thu Hà: Chị đẹp đạp gió rẽ sóng 2023 (Top 25), Miss Universe Vietnam 2024 (Top 10)
- Minh Nguyệt: Asia Model Festival 2018
- Ngọc Thuý: Hoa hậu Hoàn vũ Việt Nam 2017 (Top 45)
- Thiên Trang: The Face Vietnam 2016 (vòng casting), Mùa All-Stars (Top 5), Hoa hậu Hoàn vũ Việt Nam 2023 (Top 5)
- Mai Giang: Asia Model Festival 2018 (Quán quân)